# Sweikhuizen
Sweikhuizen, en limbourgeois Zjweikese ou Sjweikese, est un village néerlandais situé dans la commune de Beekdaelen, dans la province du Limbourg néerlandais. Le 1er janvier 2007, le village comptait 620 habitants.